# Mun maailma
Mun maailma è il quarto album del rapper finlandese Mikael Gabriel, pubblicato il 10 maggio 2013 per Universal Music Group.

## Tracce
1. Déjà-vu
2. Päästä mut pois (feat. Diandra) (testo: Mikael Gabriel e Ellen T. – musica: Kim Wennerström e Ellen T.[1])
3. Mökille
4. Elämästä irti
5. Mun maailma
6. Meijän äijii (feat. Uniikki)
7. Kipua (feat. Kristiina Brask)
8. Ykspuolista rakkautta (feat. Heikki Kuula)
9. [Skit]
10. Filmi poikki (feat. JVG)
11. Mitä mä teen tääl (feat. Cheek)
12. Se tyttö
13. Veden alla

## Classifica
| Classifica | Massima posizione |
| ---------- | ----------------- |
| Finlandia  | 20                |